# Luxemburgska köket
Luxemburgska köket är präglat av dess större grannländers kök: de tyska, franska och belgiska, samt under senare år även av de många italienska och portugisiska invandrarna. Öl och vitt vin är populära drycker. Fläskkött, fisk och vilt äts mycket. 
Éisleker-skinkan påminner om prosciutton. Gromperekichelcher är en potatispannkaka som serveras med hackad lök och persilja. Kachkéis är en lokalt producerad mjukost. Quetschentaart är en typisk luxemburgsk efterrätt, innehållande plommon, som återfinns i de flesta bagerier i hela landet. Nationalrätten, Judd mat gaardebounen, är en rätt som görs på rökt fläskkarré och stuvade bondbönor.